# Denver (Iowa)
Denver – miasto w Stanach Zjednoczonych, w stanie Iowa, w hrabstwie Bremer. W 2000 roku liczyło 1627 mieszkańców.